# 55-я отдельная гвардейская мотострелковая бригада
55-я отдельная гвардейская мотострелковая бригада (горная) (55 омсбр(г), в/ч 55115) — тактическое соединение Сухопутных войск Российской Федерации, предназначенное для ведения боевых действий в горных условиях.
Дислоцируется бригада в г. Кызыл Республики Тува. Единственное горное соединение ВС РФ, дислоцированное за Уралом.

## История

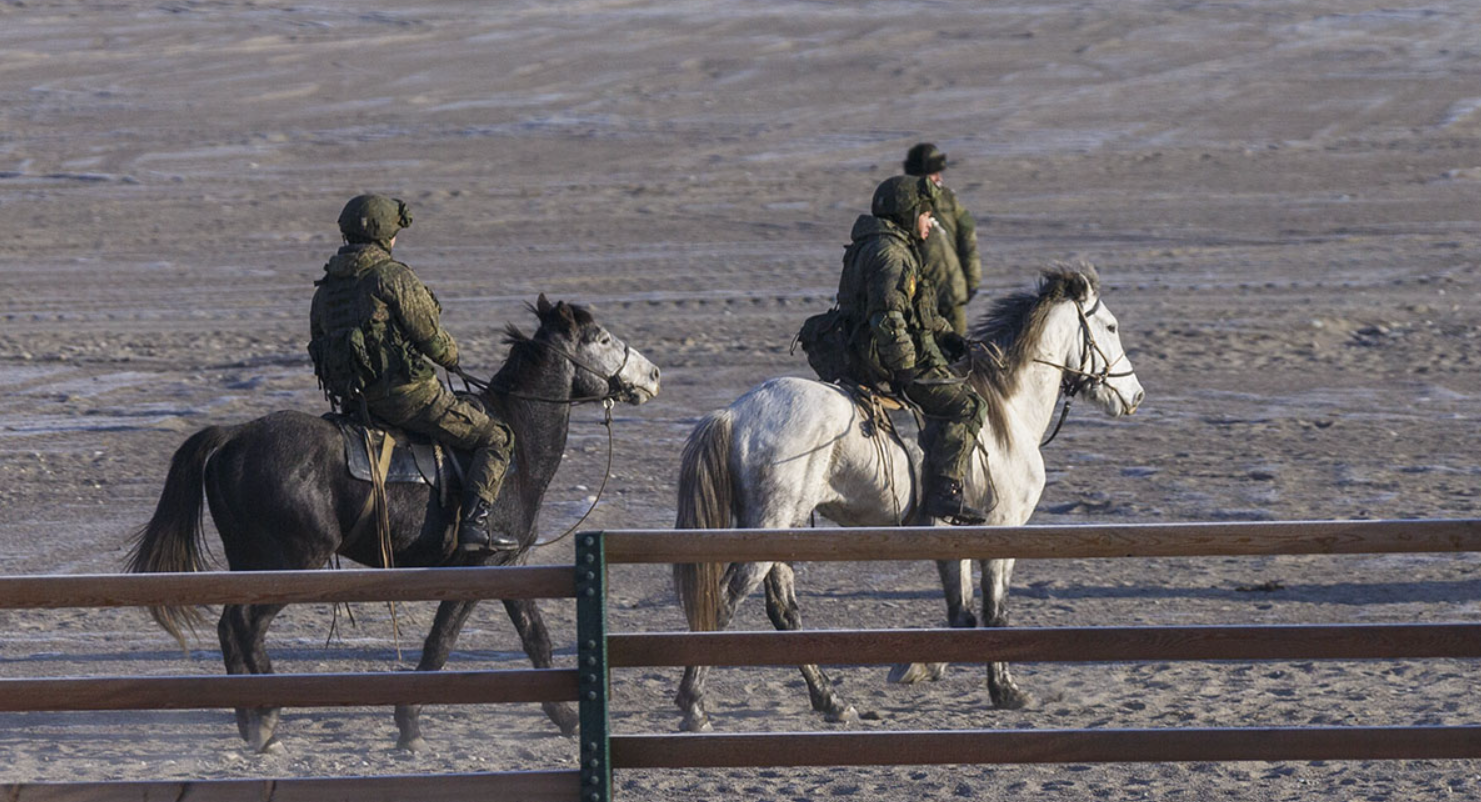
Военнослужащие 55-й бригады на учениях

Сформирована в 2015 году. Бригада является единственной в ЦВО горной мотострелковой бригадой. Личный состав формируется в значительной степени из уроженцев Тувы: 1047 из 1300 военнослужащих. В связи с этим, помощником командира бригады назначен представитель буддийского духовенства. Комплектуется бригада военнослужащими по контракту.
Бригада имеет специально оборудованный полигон для учений в 20 км от пункта постоянной дислокации площадью 12 тыс. га.
Основным транспортным средством в бригаде является бронеавтомобиль «Тигр», а артиллерия представлена самоходными установками 2С23. Радиорелейные станции Р-419Л1. В штате предусмотрено использование вьючных лошадей монгольской породы.
В ноябре 2018 года в составе бригады сформировано подразделение беспилотной авиации. Укомплектовано подразделение дронами «Орлан-10» и «Элерон-3».

### Российско-украинская война
3 марта войска 55-й бригады вошли в село Ягодное под Черниговом. Войска остановились в селе, организовали штаб в местной школе. По словам местных жителей, военные загнали людей в подвал школы под угрозой убийством. В течение недели число пленённых в подвале, который состоял из тренажёрного зала и четырёх или пяти небольших комнат, выросло с нескольких десятков до более чем 300. Среди них был 6-недельный младенец, десятки других детей и несколько пожилых людей, старшему из которых было 93 года. «В подвале было очень жарко. Дышать было нечем. Пожилые люди начали умирать, потому что было мало еды, воздуха, лекарств»,- рассказывает жительница села. Дома разрушались, раскрадывались, иногда минировались. Многие из солдат, подозреваемых в участии в беспределе в Ягодном, в том числе девять обвиняемых в военных преступлениях, являются выходцами из сибирского региона Тыва, одного из самых бедных в России. «В селе Ягодное Черниговской области 360 жителей, в том числе 74 ребёнка и пять инвалидов, были вынуждены российскими вооружёнными силами оставаться в течение 28 дней в подвале школы, которую они использовали в качестве своей базы», — сказала Верховный комиссар ООН по правам человека. «Подвал был крайне переполнен. Людям приходилось сидеть целыми днями, не имея возможности лечь. Там не было ни туалета, ни воды, ни вентиляции. Десять пожилых людей умерли». Девять военнослужащих бригады подозреваются прокуратурой Украины в совершении преступлений в селе Ягодное.
По итогам боёв за Авдеевку 55-й отдельной мотострелковой бригаде объявлена благодарность Верховного главнокомандующего Вооружёнными силами в поздравительной телеграмме генерал-полковнику А. Н. Мордвичёву от 17 февраля 2024 года.
В мае 2024 года военнослужащий бригады Чалым Чулдум-оол получил звание героя России.

## Командиры
- 2015—2016 — полковник Шелухин Андрей Олегович,
- 2016—2017 — генерал-майор Хоптяр Андрей Евгеньевич[2],
- 2017—2019 — полковник Ибатуллин Рамиль Рахматуллович[15].
- 2019—2021 — полковник Скворцов Эдуард Алексеевич[16][17],
- 2021 — н.в. — полковник Барило Денис Александрович[18].

## Награды и почётные наименования
- Почётное наименование «гвардейская» (03 января 2024 года) — «за массовый героизм и отвагу, стойкость и мужество, проявленные личным составом бригады в боевых действиях по защите Отечества и государственных интересов в условиях вооружённых конфликтов»[19]

## Отличившиеся военнослужащие
- гвардии старший сержант Донгак, Мерген Очур-оолович - командир отделения.
- гвардии старший лейтенант Чулдум-оол, Чалым Сюндюпович - командир огнемётного взвода мотострелкового батальона.